# Emlain Kabua
Emlain Kabua est l'épouse d'Amata Kabua (1928-1996), premier président des Îles Marshall.
Elle essentiellement connue pour avoir dessiné le drapeau marshallais.